# Термоядерный реактор Lockheed Martin

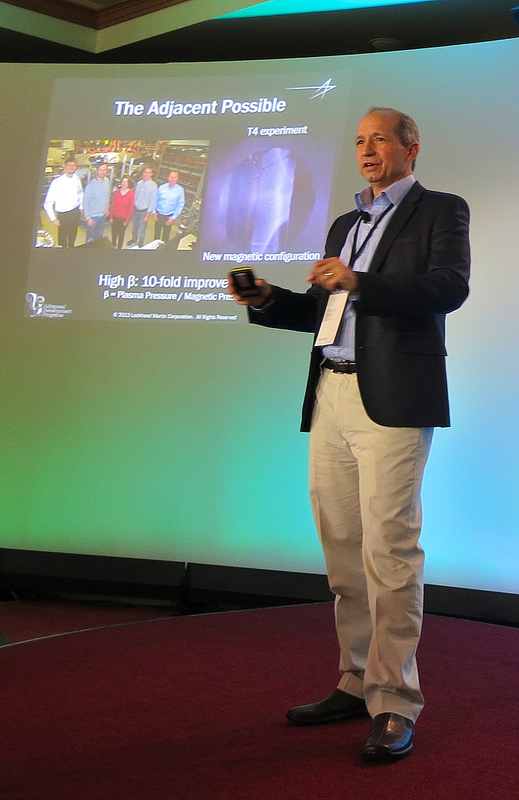
Чарльз Чейз и его команда из фирмы Lockheed разработали компактную конфигурацию термоядерного реактора

Логотип Lockheed Martin

Компактный термоядерный реактор Lockheed Martin, High beta fusion reactor, четвёртое поколение прототипа T4 — проект, разработанный группой специалистов под руководством Карла Чейза (англ. Charles Chase) в подразделении Skunk works, специализирующемся на секретных разработках, компании Lockheed Martin. Проект представляет реализацию дизайна компактного тороида и предусматривает значительное сокращение сроков реализации проектов по термоядерному синтезу. Впервые был представлен на форуме Google Solve for X 7 февраля 2013 года.
Планом компании Lockheed Martin является «создать и протестировать компактный термоядерный реактор менее чем за год и дальнейшее создание прототипа в течение пяти лет».

## Описание
Ядерный синтез реализуется путём удаления электронов из атомов двух изотопов водорода: дейтерия и трития, смешивания полученных атомных ядер и удержанием полученной плазмы в небольшом пространстве.
Затем плазму нагревают, чтобы ускорить движение ядер. Это необходимо потому, что оба ядра положительно заряжены и нужна большая скорость движения ядер, чтобы преодолеть электростатическое отталкивание и заставить ядра сталкиваться. При достаточно высокой скорости сталкивающихся ядер происходит синтез атома гелия и высокоэнергетичного нейтрона, энергия которого может быть удержана с помощью замедления нейтрона. Передача этой энергии к охлаждающей жидкости позволяет использовать его для выработки электроэнергии. Небольшое количество дейтерия и трития может сравниться по производительности с обычным ядерным реактором, но без ядерных отходов и с гораздо меньшим риском вредного излучения.
Реактор называется High beta fusion reactor в честь бета-коэффициента, определяющего отношение давления плазмы и давления магнитного поля,
{\displaystyle \beta ={\frac {p}{p_{mag}}}={\frac {nk_{B}T}{(B^{2}/2\mu _{0})}}}.
Компания называет несколько потенциальных применений для своего реактора:
- самолёты, корабли (заправка на длительный срок работы)
- производство электроэнергии без выбросов углекислого газа
- энергоснабжение городов, опреснение воды
- исследование космоса и удешевление космического транспорта

## Устройство

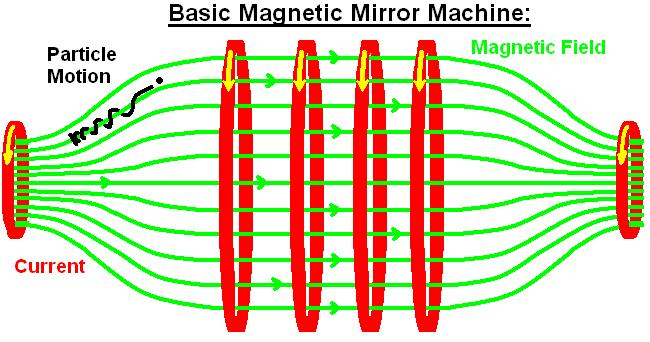
Устройство магнитного зеркала

Проект предусматривает удержание плазмы с помощью магнитного зеркала: магнитные поля высокой плотности отражают движущиеся частицы внутрь, в объём с низкой плотностью магнитных полей.
«Локхид» ориентирована создать относительно небольшое устройство, размером сравнимым с обычным реактивным двигателем. Компания утверждает, что это позволит намного быстрее реализовать проект, так как каждая конструкция может быть произведена быстрее и значительно дешевле, чем в крупномасштабных проектах, таких как Joint European Torus или ИТЭР.
Используется два набора зеркал. Пара кольцевых зеркал находится внутри цилиндрического корпуса реактора с обоих концов. Другой набор зеркал окружает цилиндр реактора. Кольцевые магниты производят магнитное поля, известное как диамагнитное пике, в котором магнитные силы быстро изменяют направление и сжимают ядра к средней точке между двумя кольцами. Поля же внешних магнитов прижимают ядра обратно к концам сосуда. Этот процесс известен как «рециркуляция». Показанный на картинке проект не является проектом Локхид Мартин, а представляет собой пробкотрон, также использующий эффект зеркала. В реакторе Локхид Мартин используется конфигурация касп. Обе эти конфигурации (касп и пробкотрон) были интенсивно изучены в 50-х — 70-х годах двадцатого века и отвергнуты. Основная проблема в том, что заряженная частица не испытывает никакой силы если летит вдоль магнитного поля. Эти частицы теряются сразу, улетая из ловушки. Проблема усугубляется тем, что изначально удерживаемые частицы сталкиваясь между собой тоже попадают в подобную ситуацию и теряются безвозвратно. В результате наиболее продвинутые установки используют замкнутые силовые линии (токамак, стелларатор, пинч с обращённым полем). За счёт этого температура была повышена в тысячи раз по сравнению с не замкнутыми силовыми линиями.
Одним из новшеств проекта является использование сверхпроводящих магнитов. Они позволяют создать сильные магнитные поля при меньших затратах энергии, чем обычные магниты. В проекте не предусматривается чистого тока, что как утверждает «Локхид», устраняет основной источник неустойчивости плазмы и улучшает удержание. Небольшой объём плазмы уменьшает энергию, необходимую для достижения синтеза. В рамках проекта планируется заменить микроволновые излучатели, которые нагревают плазму на обычные инжекторы пучка нейтральных частиц, в которых электрически нейтральные атомы дейтерия передают свою энергию плазме. Однажды начавшись, энергия от слияния частиц поддерживает необходимую температуру для последующих событий слияния. Отношение давления плазмы к давлению магнитного поля при этом на порядок выше, чем в токамаках.
Вот некоторые другие характеристики термоядерного реактора:
- магнитное поле увеличивается, толкая плазму обратно;
- термоядерный реактор имеет очень мало открытых силовых линий;
- система нагревает плазму с помощью радиоволн.

Прототип планируется создать сначала размерами 1×2 метра, далее в коммерческих образцах отмасштабировать до размеров 2×2×4 метра.
Задачи, подлежащие разрешению
Кольцевые магниты требуют защиты от повреждающего нейтронного излучения плазмы. Температура плазмы должна достигать многих миллионов кельвинов. Магниты должны быть охлаждены до температур чуть выше абсолютного нуля, чтобы поддерживать сверхпроводимость.
Компонент «бланкет» (оболочка реактора) имеет две функции: он захватывает нейтроны и передаёт их энергию теплоносителю и заставляет нейтроны сталкиваются с атомами лития, превращая их в тритий, используемый в качестве топлива для реактора. Вес бланкета является ключевым элементом для возможных применений реактора. Проект предполагает, что реактор может весить 300—1000 тонн.

## История
Проект начался в 2010 году.
В октябре 2014 года Lockheed Martin объявила, что они будут пытаться создать компактный термоядерный реактор, размером 2,1х3 метра, который «может уместиться в кузове грузовика», мощностью 100 МВт. Этого достаточно, чтобы обеспечить электроэнергией город с населением 80000 человек.
Главным конструктором и техническим руководителем группы разработчиков компактного термоядерного реактора является Томас Мак-Гир, сделавший ранее кандидатскую диссертацию на фузоре в Массачусетском технологическом институте. 
Мак-Гир изучал термоядерный синтез в аспирантуре, в качестве возможного источника движения в космосе, в связи с планами НАСА сократить время путешествия на Марс.
«Локхид» подала заявку на три патента[уточнить].
В 2013 году Lockheed Martin подала заявку на патент «Инкапсулирующие магнитные поля для удержания плазмы», которая поступила в Бюро по регистрации патентов и торговых марок США в апреле 2014 года.
В феврале 2018 года Lockheed Martin получила патент на «магнитный концентратор плазмы», из документа ясно, что речь идёт о компактном термоядерном реакторе, который по размеру сопоставим с обычным контейнером, позволяющем обеспечить электроэнергией порядка 80 тысяч домов.
Планы
Компания планирует отмасштабировать рабочий прототип[какой?][прояснить] до готовой производственной модели в 2024 году и быть в состоянии к 2045 году обеспечивать в мире нагрузку 44 тера-кВт-ч.

## Критика
Профессор физики и директор национальной лаборатории синтеза Великобритании Стивен Коули (Steven Cowley) призвал к более точным данным, отметив, что современная парадигма мышления в термоядерных исследованиях «чем больше, тем лучше». На других установках термоядерного синтеза показатели улучшаются в 8 раз при увеличении линейных размеров реактора в два раза.